# Clivio Piccione

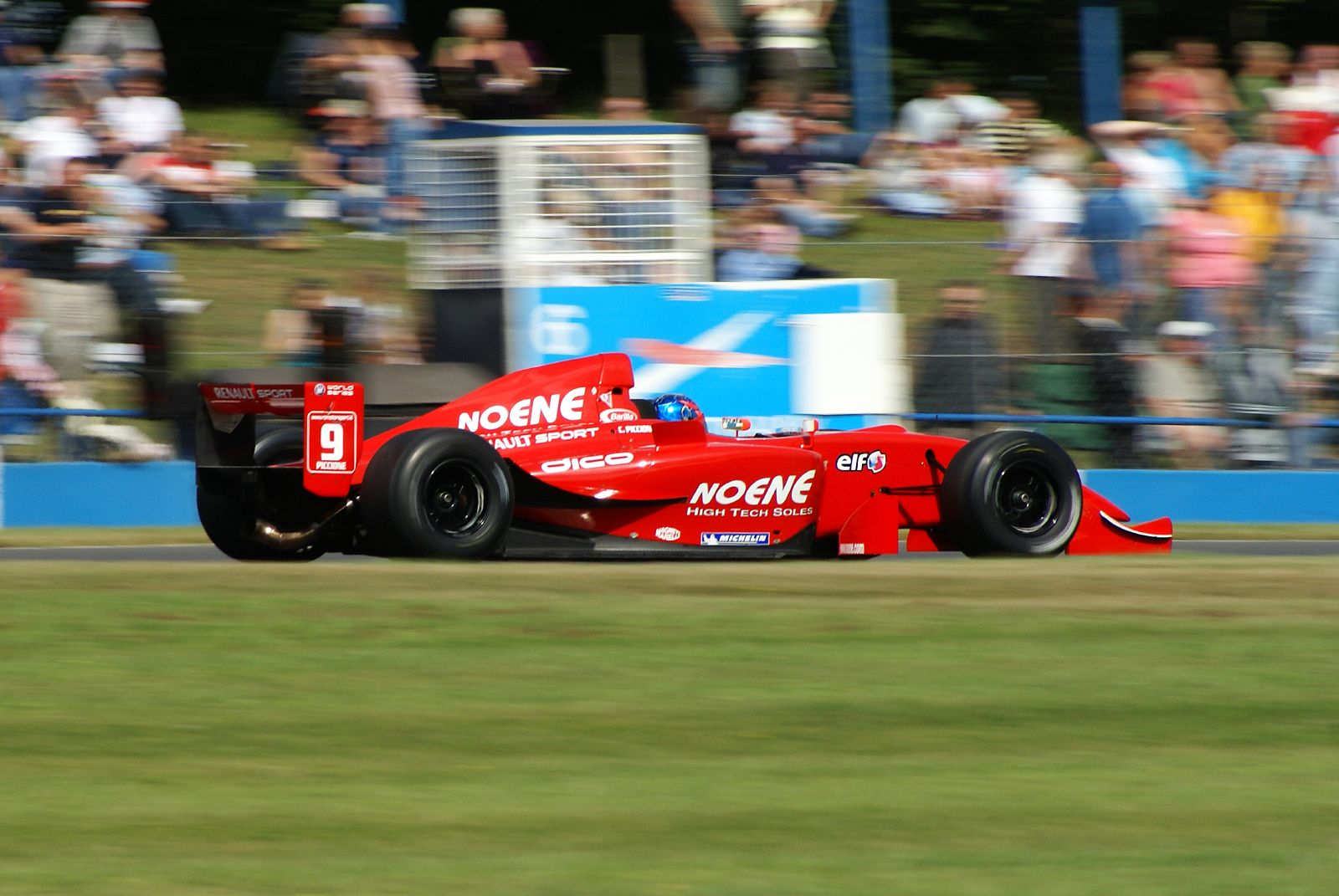
Piccione für RC Motorsport fahrend im Donington Park in der World Series by Renault Saison 2007

Clivio Piccione (* 24. Februar 1984 in Monte Carlo) ist ein ehemaliger  monegassischer Autorennfahrer.

## Karriere
1997 begann Piccione seine Karriere im Kartsport. Der Monegasse wechselte 2001 in den Formelsport in die britische Formel Ford. Im folgenden Jahr wechselte Piccione in die B-Klasse der britischen Formel 3 und wurde mit drei Siegen Vizemeister hinter Adam Carroll. 2003 wechselte Piccione in die A-Klasse der britischen Formel 3 zu Manor Motorsport und wurde Elfter in der Gesamtwertung. Es gelang ihm ein Rennen zu gewinnen. Ein Jahr später belegte er für Carlin Motorsport startend den vierten Gesamtrang in der britischen Formel 3. In dieser Saison konnte er zwei Rennen gewinnen.
2005 wechselte Piccione zu Durango in die GP2-Serie. Er gewann das Sprintrennen auf dem Nürburgring und erreichte mit 14 Punkten den 16. Platz in der Gesamtwertung. Auch im Jahr 2006 fuhr Piccione in der GP2-Serie. Für David Price Racing startend holte er 18 Punkte und belegte zum Saisonende den zwölften Platz der Gesamtwertung. 2007 wechselte der Monegasse in die World Series by Renault zu RC Motorsport. Piccione belegte den 15. Platz im Gesamtklassement.
2008 nahm Piccione an zwei Rennen der Euroseries 3000 teil und wurde Zehnter in der Gesamtwertung. In der Saison 2008–2009 nahm Piccione für sein Heimatland Monaco an der A1 Grand Prix teil. Nach zwei Saisons in der FIA-GT-Meisterschaft beendete er Ende 2011 seine Fahrerkarriere.

## Statistik

### Karrierestationen
- 1997–2000: Kartsport
- 2001: Britische Formel Ford
- 2002: Britische Formel 3 (Platz 2 in der B-Klasse)
- 2003: Britische Formel 3 (Platz 11)
- 2004: Britische Formel 3 (Platz 4)
- 2005: GP2-Serie (Platz 16)
- 2006: GP2-Serie (Platz 12)
- 2007: World Series by Renault (Platz 15)
- 2008: Euroseries 3000 (Platz 10)
- 2009: A1 Grand Prix-(Saison 2008–2009)